# Dacrydium pacificum
Dacrydium pacificum är en musselart som beskrevs av Dall 1916. Dacrydium pacificum ingår i släktet Dacrydium och familjen blåmusslor. Inga underarter finns listade i Catalogue of Life.